# Ingrid Ingemark
Ingrid Maria Ingemark, född 27 mars 1941, är en svensk översättare. Mellan 1970 och 1984 skrev hon sig Ingrid Söderberg-Reeves. Hon översätter från engelska, danska och norska och har översatt såväl skönlitteratur som populärvetenskapliga böcker, det senare huvudsakligen inom områdena föräldraskap och psykologi. Efter uppmärksammade översättningar av klassiska engelska verk av Samuel Richardson och Mary Wollstonecraft enrollerades hon som prosaöversättare till Gunnar Hardings tre böcker om de engelska romantiska poeterna, En katedral av färgat glas: Shelley, Byron, Keats och deras epok (1997), Och drog likt drömmar bort: Coleridge, Wordsworth och deras epok (2000) och Där döda murar står: Lord Byron och hans samtida (2002).

## Översättningar (urval)
- Elia Kazan: Uppgörelsen (The arrangement) (Spektra, 1970)
- Luke Rhinehart: Tärningspelaren (The dice man) (Spektra, 1973)
- Jolan Chang: Kvinnan och kärlekens Tao : äkta frigörelse genom Tao (The Tao of loving and women) (Bonnier fakta, 1983)
- Nancy Harrison: Winnie Mandela (Winnie Mandela: mother of a nation) (Bromberg, 1987)
- Kaj Skagen: Himlen vet ingenting (Himmelen vet ingenting) (Prisma, 1989)
- Lafcadio Hearn: Kwaidan: japanska spökhistorier (Kwaidan) (Pontes, 1991)
- Samuel Richardson: Pamela eller Dygdens belöning (Pamela, or, Virtue rewarded) (Studentlitteratur, 1993)
- Mary Wollstonecraft: Till försvar för kvinnans rättigheter (A vindication of the rights of woman) (Ordfront, 1997)
- Lars Saabye Christensen: Maskrosfamiljen (Maskeblomstfamilien) (Wahlström & Widstrand, 2004)
- Alexander McCall Smith: Tacksamhetens bortglömda konst (The lost art of gratitude) (Damm, 2011)

## Priser
- 1995 – De Nios översättarpris